# Cirkelbue
I geometrien er en cirkelbue en vilkårlig del af en cirkels periferi. Cirkelbuen kan beskrives præcist med angivelse af centrum og radius for cirklen, og det antal grader buen spænder over. En cirkelbues centrum ligger derfor nøjagtigt i cirklens centrum.

## Buelængde
En cirkelbues længde {\displaystyle L}, udspændt af vinklen {\displaystyle v} i en cirkel med radius {\displaystyle r} kan beregnes ved formlen:
{\displaystyle L=2\pi r\cdot \left({\frac {\theta }{360^{\circ }}}\right)}
Bemærk at {\displaystyle 2\pi r} er cirklens omkreds, og at {\displaystyle {\tfrac {\theta }{360^{\circ }}}} er et tal som repræsenterer forholdet mellem vinklen {\displaystyle v} og de 360 grader i en cirkel. (Hvis man bruger det naturlige vinkelmål erstattes 360 grader i nævneren af 2π, og formlen bliver blot {\displaystyle L=r\theta }.) Formlen kan forkortes med 2 til følgende formel:
{\displaystyle L={\frac {\theta \pi r}{180^{\circ }}}}
Ovenstående kan omskrives således, at man med kendskab til {\displaystyle L} og {\displaystyle r} kan beregne den vinkel, som cirkelbuen udspænder:
{\displaystyle \theta ={\frac {180^{\circ }\,L}{\pi r}}}
Tilsvarende kan formlen omskrives, således radius kan beregnes hvis vinklen og cirkelbuens længde er kendte:
{\displaystyle r={\frac {180^{\circ }\,L}{\pi \theta }}}
Ved anvendelse af radianer for {\displaystyle \theta }, omskrives udtrykket til:
{\displaystyle L=r\theta }